# Pol (stripreeks)
Pol (Deens: Rasmus Klump) is een Deense stripreeks over een beertje, Pol, dat samen met zijn vrienden reizen maakt op hun zelfgebouwde boot, de Mary. Pol is altijd behulpzaam en positief.
Pols vrienden zijn:
- Pel, de pelikaan met een grote snavel waarin deze van alles bewaart en waarin je altijd precies vindt wat je nodig hebt.
- Pingo, de pinguïn die bekend staat als 's werelds beste stuurman.
- De admiraal, een rechtoplopende zeehond en een ervaren zeeman die vaak goede raad heeft. Hij vertelt vaak dat hij avonturen heeft meegemaakt in de Golf van Biskaje zonder veel meer te vertellen. De admiraal is de rustigste van het stel, die nog wel eens in slaap valt.
- Schildje de schildpad en de papegaai zijn kleine bijfiguren die meereizen maar wel hun eigen gang gaan.

Bijfiguren die in enkele verhalen voorkomen zijn de moeder en het kleine broertje van Pol, de struisvogel die scheepsarts is, alsook de neef van de admiraal.

## Publicatiegeschiedenis
Deze reeks verscheen voor het eerst in 1951 in de Deense avondkrant Berlingske Aftenavis als Rasmus Klump, getekend en geschreven door Vilhelm Hansen en Carla Hansen, die uiteindelijk 37 albums uitbrachten. Vilhelm Hansen maakte oorspronkelijk een stripverhaal over een schildpad. Deze schildpad werd later als beeldmerk verkocht aan het chocolademerk Toms en werd later als bijfiguur in de strips van Rasmus Klump opgenomen.
Van 1955 tot en met 1974 verscheen de stripreeks in Nederland als dagelijks vervolgverhaal onder de naam Polle, Pelli en Pingo in het Nieuwsblad van het Noorden en de Gelderlander. Vervolgens publiceerde Trouw de strip als Pelli, Pingo en hun vrienden van 1974 tot 1976. Van 1982 tot en met 1985 stond de strip in het Nederlands Dagblad. Niet alle verhalen zijn in het Nederlands uitgebracht, waaronder nr. 36 en nr. 37. In het Duits heten deze albums respectievelijk Petzi und die Gespenster ("Pol en de spoken") en Petzi feiert Weihnachten ("Pol viert Kerstmis").
De originele strip maakte geen gebruik van tekstballonnen, maar van tekst onder de plaatjes, waarbij het gezicht van de spreker was afgebeeld. In latere heruitgaven werden deze strips alsnog voorzien van tekstballonnen. De nummers 38 (Pol in China), 39 (Pol en het luchtschip) en 40 (Pol en de inktvis) verschenen voor het eerst met tekstballonnetjes in de tweede reeks die werd uitgegeven door Casterman. In het Deens en het Duits zijn deze albums nog wel verschenen met de tekst onder de plaatjes.
In 2007 werden de auteursrechten op Rasmus Klump en de buitenlandse versies verkocht aan het mediabedrijf Egmont Group. Vanaf 2017 zijn er weer nieuwe verhalen van Pol verschenen, maar deze zijn gemaakt door een andere tekenaar en een andere scenarist, namelijk Thierry Capezzone en Per Sanderhage.

## Andere bekendheid
- In 1998 riep Carla Hansen de Rasmus Klumpprijs in het leven, die tot 2009 jaarlijks werd uitgereikt aan een persoon of organisatie die op een bepaalde manier het goede voorbeeld heeft gegeven. Deze is onder andere toegekend aan de Deense cliniclowns.
- In 2001, toen de strip vijftig jaar oud was, werd hiervan in Denemarken een serie postzegels uitgegeven.
- In 2010 werd in het pretpark Tivoli in Kopenhagen een speeltuin met Rasmus Klump als thema geopend.

## Titels
- nr. 1:  Pol bouwt een schip
- nr. 2:  Pol ontmoet een walvis
- nr. 3:  Pol vindt een schat

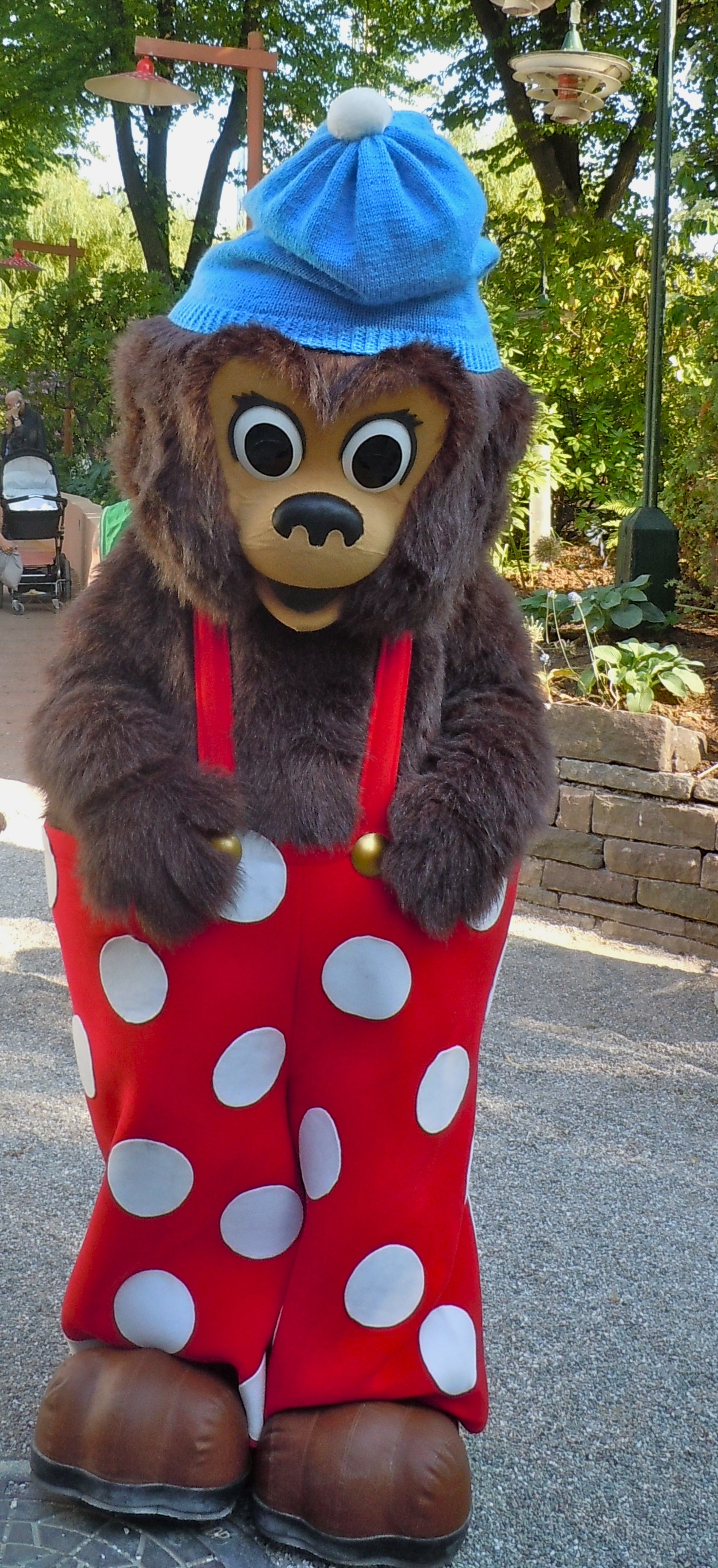
Rasmus Klump (Pol) in Tivoli (Kopenhagen).

- nr. 4:  Pol in het land van de zevenslapers
- nr. 5:  Pol op de piramiden
- nr. 6:  Pol op schildpaddeneiland
- nr. 7:  Pol als bergbeklimmer
- nr. 8:  Pol op de boerderij
- nr. 9:  Pol reist de wereld rond
- nr. 10: Pol als duiker
- nr. 11: Pol op het Robinson-eiland
- nr. 12: Pol op de Noordpool
- nr. 13: Pol en de detective
- nr. 14: Pol bij de pinguins[2]
- nr. 15: Pol wordt koning
- nr. 16: Pol helpt bij de oogst
- nr. 17: Pol in de tovergrot
- nr. 18: Pol en de duikboot
- nr. 19: Pol en de locomotief
- nr. 20: Pol en zijn broertje
- nr. 21: Pol bij de maandieren
- nr. 22: Pol en de roeiwedstrijd
- nr. 23: Pol en de bange varkentjes
- nr. 24: Pol gaat varen
- nr. 25: Pol in hoedenland
- nr. 26: Pol gaat de lucht in
- nr. 27: Pol op de rivier
- nr. 28: Pol bij zijn opa
- nr. 29: Pol als timmerman
- nr. 30: Pol en zijn vriendjes
- nr. 31: Pol wat nu?
- nr. 32: Pol en de smulpaap
- nr. 33: Pol van de wal in de sloot

- hors-série 1: Pol op het kasteel
- hors-série 2: Pol ontmoet mama baars

## Televisie

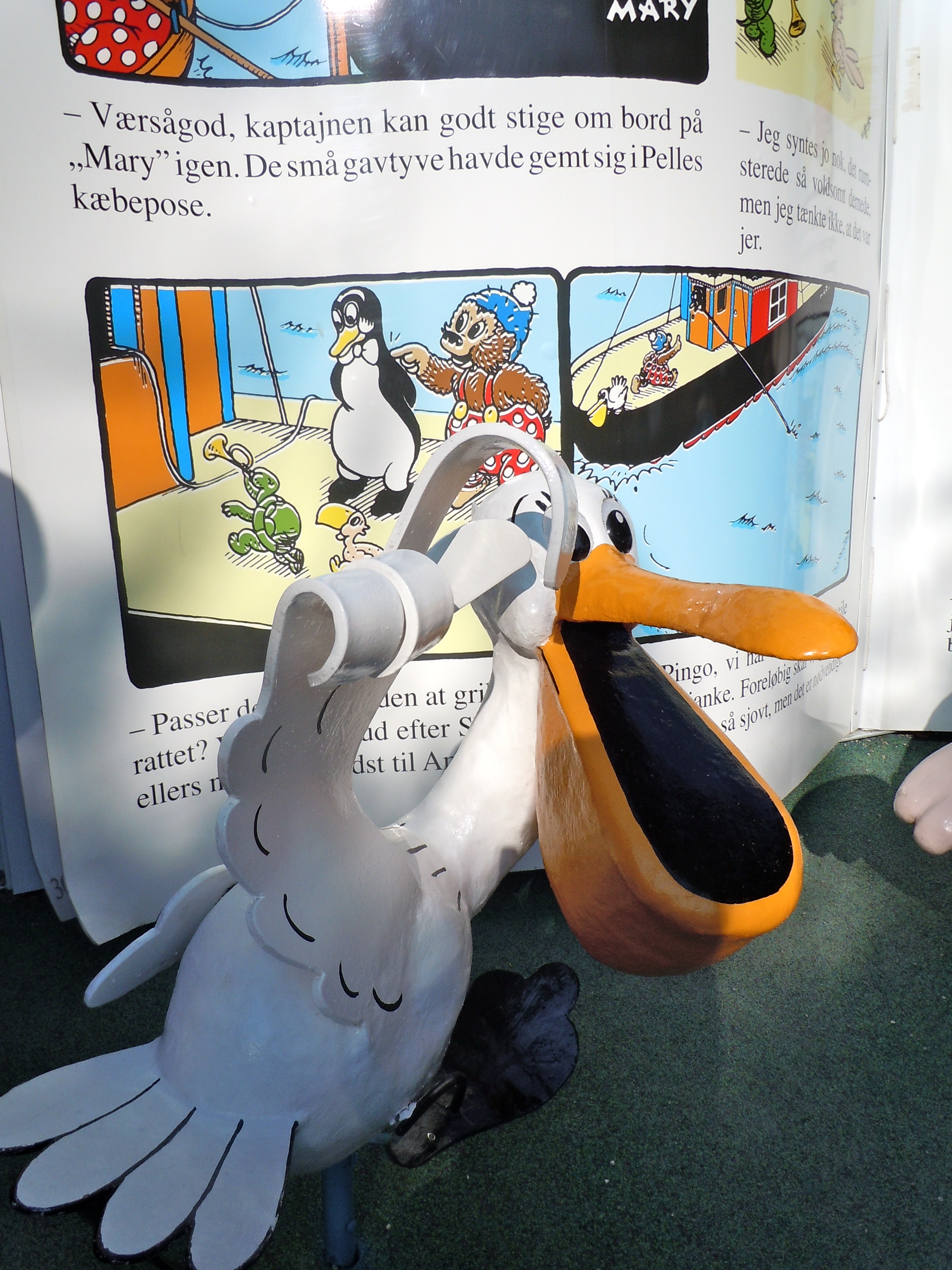
Een beeld van Pel met een bladzijde uit een stripverhaal op de achtergrond, in Tivoli Kopenhagen.

Rasmus Klump / Pol is twee maal uitgebracht als televisieserie. De eerste keer in de jaren zeventig, de tweede keer tussen 1997 en 2000. Op de Nederlandse televisie is Pol in 1978 vertoond in het woensdagmiddagprogramma De Berebios van de AVRO en in 1986 bij de VPRO.

## Vertalingen
De serie is in meerdere talen uitgebracht onder de volgende namen:
- Frans, Duits, Portugees en Italiaans: Petzi
- Nederlands: Pol (eerst als Polle, Pelli en Pingo, later als Pelli, Pingo en hun vrienden)
- Noors: Bamse Bjørn (niet te verwarren met de Zweedse strip- en tekenfilmfiguur Bamse)
- Zweeds en Fins: Rasmus Nalle
- Engels: zowel onder de naam Bruin, Barnaby Bear als Bundle